# 니키 블론스키
니키 블론스키(Nikki Blonsky, 1988년 11월 9일 ~ )는 미국의 배우이다.

## 영화
- 헤어스프레이 (2007년 영화)

## 텔레비전
- 어글리 베티
- 스매쉬 (드라마)